# دچ
دچ (به مجاری:  Decs) یک شهرداری در مجارستان است که در ناحیه سکسارد واقع شده‌است. دچ ۹۴٫۷۱ کیلومتر مربع مساحت و ۴٬۲۸۵ نفر جمعیت دارد.

## خواهرخوانده
شهر Cormeilles خواهرخواندهٔ دچ هست.